# Uri Avnery
Uri Avnery (in lingua ebraica: אורי אבנרי, nome originario Helmut Ostermann) (Beckum, 10 settembre 1923 – Tel Aviv, 20 agosto 2018) è stato un giornalista e pacifista israeliano.

## Biografia
Nacque in Germania, da una famiglia sionista che in seguito all'ascesa al potere di Adolf Hitler emigrò in Palestina nel 1933; qui perse tutte la propria fortuna e fu costretta a vivere in condizioni di povertà tali da non permettere a Avnery di completare gli studi (le memorie di quegli anni sono raccolte nel libro "La Swastika", del 1961).
Nel 1938 entrò nell'Irgun, organizzazione paramilitare comandata da Menachem Begin che combatté il protettorato con azioni violente e anche attentati come quello al King David Hotel il 22 luglio 1946.  Giudicando questo orientamento terrorista negativamente, il giovane lasciò l'Irgun nel 1942.
Fu poi costretto a partecipare alla prima guerra arabo-israeliana e, rimasto ferito due volte, raccontò le atrocità subite dai palestinesi in un libro intitolato "Il rovescio della medaglia". Da questo punto in poi continuerà a battersi per la pace.
Dopo aver lavorato per un breve periodo presso il quotidiano Ha'aretz, fondò una nuova rivista, lo Haolam Haze, che si fece promotore di alcune importanti trattative con i dirigenti palestinesi. 
È stato eletto per tre volte alla Knesset, il parlamento israeliano, (1965-1969, 1969-1973, 1979-1981).
In seguito fondò il movimento pacifista Gush Shalom (in lingua ebraica: גוש שלום, "il blocco della pace"), che ha guidato fino a oggi.
Questo movimento pacifista è a favore della nascita di uno stato palestinese indipendente e al ritiro di Israele da tutti i territori arabi occupati dopo il 1967 e al ritorno ai confini precedenti, nello spirito della risoluzione 242 del Consiglio di sicurezza delle Nazioni Unite.
Nel 1982 realizzò un'importante intervista a Yasser Arafat. Più volte boicottato e censurato, Avnery è stato uno dei pacifisti più attivi all'interno dello stato d'Israele.

## Opere tradotte in italiano
- Israele senza sionisti. Una proposta per la pace in Medio Oriente, Bari, Laterza 1970